# Mödling
Mödling – miasto powiatowe we wschodniej Austrii, w kraju związkowym Dolna Austria, siedziba powiatu Mödling. Leży na południe od Wiednia. Zamieszkane przez 20 495 mieszkańców (1 stycznia 2014). Znane jest dzięki zamkowi Liechtenstein, który należy do rodu Liechtensteinów - książąt Liechtensteinu. W mieście rozwinął się przemysł elektrotechniczny.

## Współpraca
Miejscowości partnerskie:
- Dirmstein, Niemcy
- Esch-sur-Alzette, Luksemburg
- Kőszeg, Węgry
- Obzor, Bułgaria
- Offenbach am Main, Niemcy
- Puteaux, Francja
- Saint-Gilles, Belgia
- Velletri, Włochy
- Vsetín, Czechy
- Zemun, Serbia
- Zottegem, Belgia